# マルタ芸術科学技術カレッジ
マルタ芸術科学技術カレッジ (英語: Malta College of Arts, Science and Technology, MCAST、マルタ語: Il-Kulleġġ Malti tal-Arti, Xjenza u Teknoloġija)は、マルタの職業教育系高等教育機関であり、7つのインスティテュート（分野ごとの内部組織）で構成され、マルタ国内に5つのキャンパスを有している。
2001年に設立されたMCASTは、サーティフィケートレベルから博士学位レベル (MQF（マルタの国家資格枠組み）レベル1からレベル8) まで、180のフルタイムおよび300以上のパートタイムの職業教育および高等教育コースを提供している。

## インスティテュートとセンター
MCASTは以下のインスティテュートとセンターから構成されている。
- 応用科学インスティテュート

- 経営学インスティテュート
- クリエイティブ・アーツ・インスティテュート

- コミュニティ・サービス・インスティテュート

- 工学・運輸学インスティテュート

- ICTインスティテュート

- 技能インスティテュート

- 学習・就業能力センター

## キャンパス[1]
- メインキャンパス（パオーラ）
- モスタキャンパス（クリエイティブ・アーツ・インスティテュート）
- オルミ校舎（応用科学インスティテュート農業・水産・動物科学センター）
- ゴゾキャンパス

## 国際連携
2021年、MCASTはノルウェー・オスロにあるKuben Upper Secondary Schoolと正式に提携し、コンピュータエレクトロニクスとエンジニアリングの職業訓練プログラムから生徒を受け入れている。
MCASTはEuropean Dual Studies University（EU4Dual）（ヨーロッパの企業と連携してデュアル教育を行う高等教育機関の連合体）の創設メンバーであり、2024年のEU4Dual会議をMCASTのパオーラキャンパスで主催している。
日本の大学では千葉商科大学と連携協定を締結している。